# ダドリー・ニコルズ
ダドリー・ニコルズ（Dudley Nichols、1895年4月6日 - 1960年1月4日）はアメリカ合衆国の脚本家。『世界の母』(Sister Kenny)など数作品では脚本のほか監督も務めている。

## 作品
| - 駅馬車 - 姿なき殺人者 - 西部に賭ける女 - 決断 - 胸に輝く星 - 太陽に向って走れ - 炎と剣 - 果てしなき蒼空 - 狙われた駅馬車 - ピンキー - 逃亡者 - 世界の母 - 緋色の街/スカーレット・ストリート - そして誰もいなくなった | - 聖（セント）メリーの鐘 - ルネ・クレールの 明日を知った男 - 自由への闘い - 陽気な女秘書 - 空軍／エア・フォース - 誰が為に鐘は鳴る - ミッドウェイ海戦 - マン・ハント - スワンプ・ウォーター - 果てなき船路 - 駅馬車 - 気儘 - 時代 - 赤ちゃん教育 - 富豪一代 | - ハリケーン - メアリー・オブ・スコットランド - 鍬と星 - アリゾニアン - 周遊する蒸気船 - 十字軍 - 男の敵 - プリースト判事 - 肉弾鬼中隊 - 西部の渡り鳥 - 海の底 - 悪に咲く華 - 最後の一人 |